# 堤ツルヨ
堤 ツルヨ（つつみ ツルヨ、1913年（大正2年）2月15日 - 没年不明）は、日本の政治家。元民主社会党衆議院議員（4期）。

## 経歴
滋賀県出身。1932年（昭和7年）京都府女子師範学校（後の京都教育大学）を卒業する。小学校訓導を経て、堤隆と結婚、戦後の1946年の総選挙で夫の隆が滋賀県から日本社会党公認で立候補して当選、しかし、翌1947年（昭和22年）2月に死去。同年4月の総選挙に夫の後継者として日本社会党公認で立候補したが落選。次の1949年の総選挙で初当選した。以来、当選4回。1959年（昭和34年）に佐々木良作、春日一幸らとともに社会党を離党し、「社会クラブ」を結成、その後、民社クラブと合流し、民主社会クラブを経て、翌1960年（昭和35年）1月、民主社会党に入るが、同年の総選挙で落選。その後は再び立候補しなかった。
この他全国未亡人連合会顧問、婦人問題研究会理事などを歴任した。